# Wai Chan
Wai Leong Chan (* 6. April 1986) ist ein professioneller malaysischer Pokerspieler.

## Pokerkarriere

### Werdegang
Chan spielt seit 2009 Poker und konzentriert sich vorrangig auf Online-Cash-Games in der Variante Pot Limit Omaha.
Seine erste Geldplatzierung bei einem Live-Turnier erzielte Chan Anfang November 2010 in Macau. Anfang November 2016 belegte der Malaysier beim Main Event der Triton Poker Series in Parañaque City den siebten Platz und erhielt dafür umgerechnet knapp 250.000 US-Dollar. Im Mai 2018 kam er bei drei Turnieren der Triton Series im montenegrinischen Budva in die Geldränge und sicherte sich Preisgelder von umgerechnet knapp 1,1 Millionen US-Dollar. Anfang August 2018 wurde er beim Main Event der Triton Series in Jeju-do Zweiter und erhielt dafür sein bisher höchstes Preisgeld von umgerechnet mehr als 3,2 Millionen US-Dollar. Ende September 2018 belegte er bei einem Side-Event der European Poker Tour (EPT) in Barcelona ebenfalls den zweiten Platz, der mit rund 420.000 Euro bezahlt wurde. Im April 2019 platzierte er sich bei einem Turnier der EPT in Monte-Carlo auf dem mit knapp 400.000 Euro dotierten dritten Platz. Anfang August 2019 erreichte Chan beim Triton Million for Charity in London, dem mit einem Buy-in von einer Million Pfund bisher teuersten Pokerturnier weltweit, den Finaltisch und erhielt für seinen neunten Platz umgerechnet knapp 1,5 Millionen US-Dollar. Mitte November 2019 wurde er beim Super High Roller Bowl Bahamas nach verlorenem Heads-Up gegen Daniel Dvoress Zweiter und sicherte sich mehr als 2,6 Millionen US-Dollar. Gut eine Woche später setzte sich der Malaysier bei zwei Turnieren der partypoker Millions World Bahamas durch und erhielt Siegprämien von über 600.000 US-Dollar. Im März 2020 entschied Chan das dritte Event der partypoker Live Millions Super High Roller Series in Sotschi mit einem Hauptpreis von 457.500 US-Dollar für sich. Seitdem blieben größere Turniererfolge aus.
Insgesamt hat sich Chan mit Poker bei Live-Turnieren mehr als 12,5 Millionen US-Dollar erspielt.

### Preisgeldübersicht
| Jahr   | Preisgeld (in $) | Turniersiege |
| ------ | ---------------- | ------------ |
| 2010   | 2.986            | 0            |
| 2011   | 9.101            | 1            |
| 2012   | 0                | 0            |
| 2013   | 371              | 0            |
| 2014   | 27.009           | 0            |
| 2015   | 7.732            | 0            |
| 2016   | 245.145          | 0            |
| 2017   | 407.476          | 0            |
| 2018   | 5.319.262        | 0            |
| 2019   | 6.192.483        | 2            |
| 2020   | 541.500          | 1            |
| 2021   | 0                | 0            |
| 2022   | 17.378           | 0            |
| 2023   | 0                | 0            |
| gesamt | 12.770.443       | 4            |